# Bartodzieje (ludność służebna)
Bartodzieje (łac. mellifices) – kategoria ludności służebnej w Polsce w X–XIII wieku, trudniąca się bartnictwem. Zobowiązana była do dostarczania władzom zwierzchnim określonej ilości miodu rocznie. Poświadczona źródłowo w XII–XIII wieku. Śladem jej istnienia są w toponomastyce nazwy miejscowe Bartodzieje .

## Użycie nazwy
Nazwę Bartodziej jako pasiecznik, dozorca barci wymienia Słownik staropolski, który podaje najstarszy zapis o bartodzieju jako o profesji w języku polskim w formie Barthodzyey pochodzący z 1457. Ze średniowiecza pochodzą również pierwsze zapisy miejscowości o tej nazwie notowane w łacińskich dokumentach np. wieś Bartodzieje położona w województwie mazowieckim, w powiecie pułtuskim zanotowana została w 1240 jako Barthodzege.